# Fläsch
Fläsch es una comuna suiza del cantón de los Grisones, situada en situada en la región de Landquart. Limita al norte con las comunas de Balzers (FL) y Triesen (FL), al este y sureste con Maienfeld, al suroeste con Bad Ragaz (SG), y al oeste con Vilters-Wangs (SG), Mels (SG) y Sargans (SG).

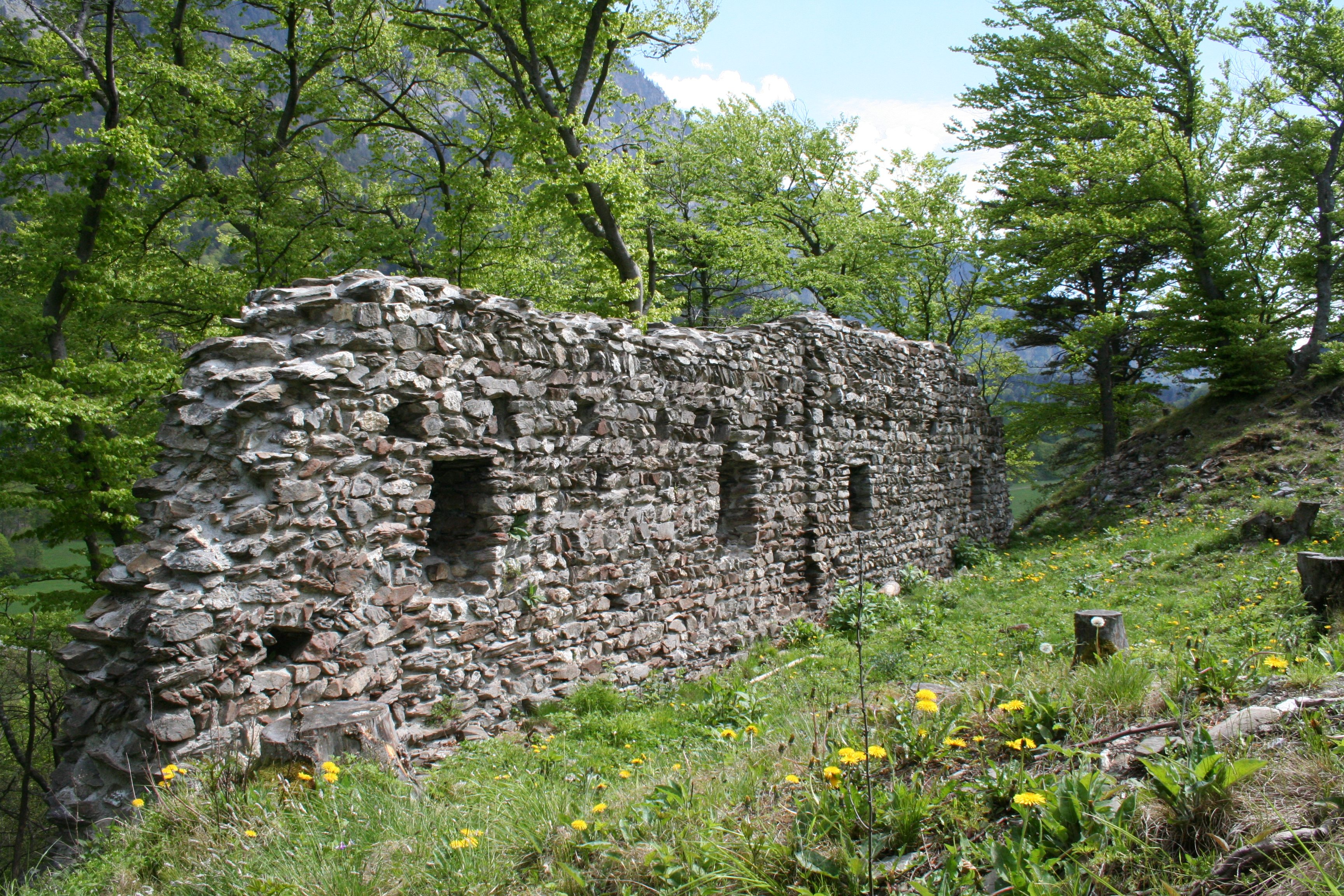
Ruina de los muros del burgo de Grafenberg.